# Brachychroa scabra
Brachychroa scabra là một loài tò vò trong họ Ichneumonidae.